# Pacific X
M/Y Pacific X, tidigare Pacific, är en superyacht tillverkad av Lürssen i Tyskland. Hon sjösattes i juli 2010 och levererades i oktober till en ej namngiven ägare. Den köptes senare av den ryske oligarken Leonid Michelson. Efter att Ryssland invaderade Ukraina 2022, blev Michelson sanktionerad av både Kanada och Storbritannien. Pacific X har dock hållit sig undan och varken brittiska eller kanadensiska myndigheter har kunnat beslagta superyachten.
Pacific X designades exteriört av German Frers och interiört av Bannenberg & Rowell. Den är 85,2 meter lång och har kapacitet att ha tolv passagerare fördelat på sex hytter. Superyachten har också plats för 28 besättningsmän.